# Astarte

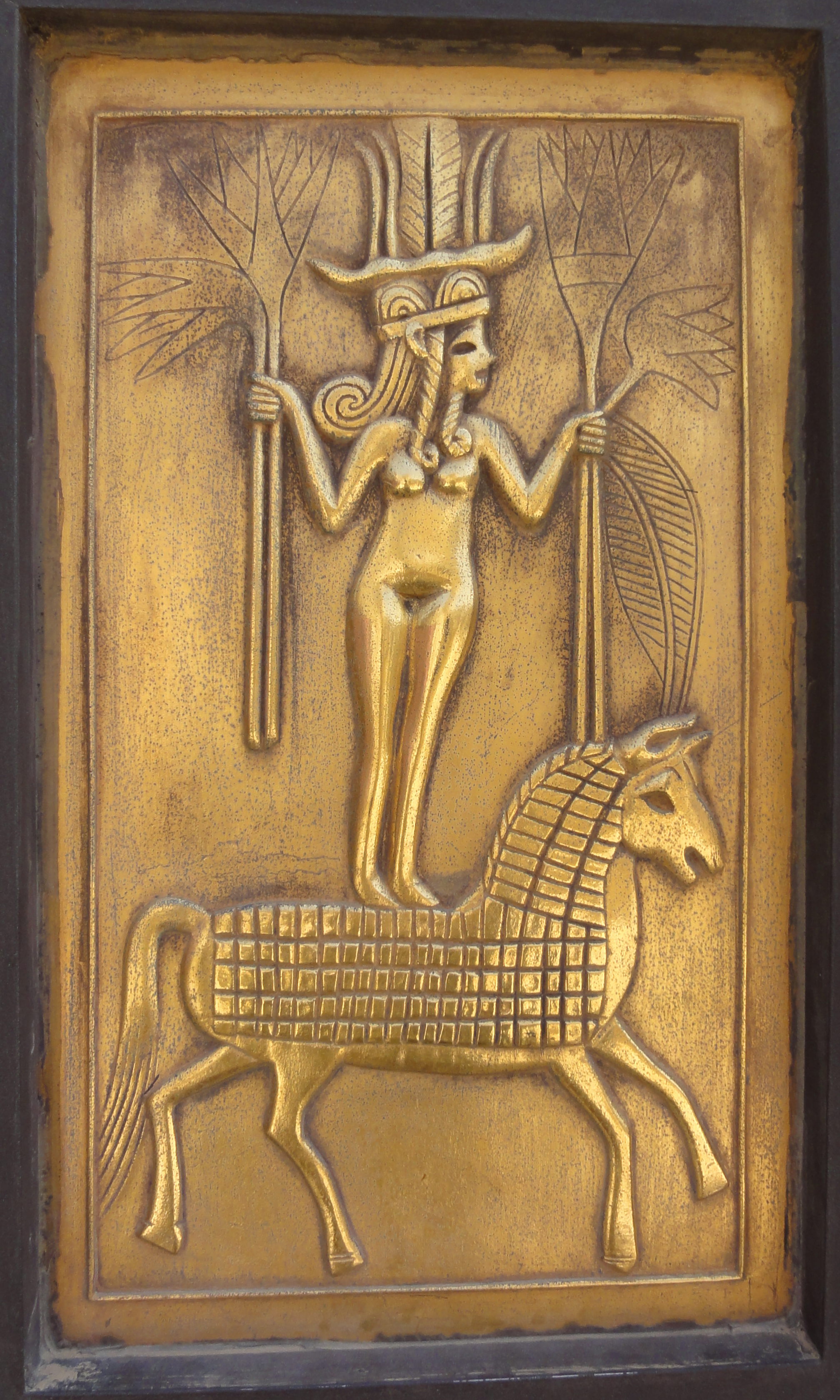
Representació d'Astarte

Astarte(en grec, Ἀστάρτη Astártē; en fenici, 𐤏𐤔𐤕𐤓𐤕 [ˁštrt] Aixtart) era una deïtat fenícia d'origen mesopotàmic. Els sumeris l'anomenaven Inanna, mentre que els accadis la coneixien amb el nom d'Ixtar. Totes elles estan identificades amb el planeta Venus. Era la divinitat de l'amor sensual i fecunditat i també del pansiment, carestia i mort. Amb el temps, es va tornar en dea de la guerra i rebia cultes sanguinaris dels seus devots. Se solia representar nua o tot just coberta amb vels, amb una flor en una mà i una serp en l'altra, i dempeus sobre un lleó. Era verge. A Ugarit era la patrona de la caça. Va ser venerada a tot el Llevant i el seu culte va arribar fins a la península Ibèrica. El seu nom sol trobar-se en l'Antic Testament, en la forma plural Aixtarot.

## Altres divinitats identificades amb Astarte
S'identifiquen amb Astarte:
- Aixera
- Athar: divinitat de la fecunditat i la pluja a l'Aràbia del sud.
- Ixtar: divinitat de Mesopotàmia.
- Astoret: divinitat de la fertilitat i de l'amor sexual, deïtat principal dels cananeus.
- Astar: divinitat d'Abissínia (actual Etiòpia).
- Dèrceto o Siriadea: divinitat assíria de la fecunditat i la fertilitat.[5][6]

## Divinitat complementària
La divinitat masculina complementària és Baal, que simbolitza la part masculina.